# Helmut Kahl
Helmut Kahl, född 17 februari 1901 i Berlin, död 23 januari 1974, var en tysk femkampare.
Kahl blev olympisk bronsmedaljör i modern femkamp vid sommarspelen 1928 i Amsterdam.